# بخش گلستان (بهارستان)
بخش گلستان بخش مرکزی شهرستان بهارستان در استان تهران است.

## تقسیمات کشوری
- بخش گلستان
  - دهستان میمنت

شهرها: گلستان، صالحیه 

## جمعیت
بنابر سرشماری مرکز آمار ایران، جمعیت بخش گلستان شهرستان بهارستان در سال ۱۳۸۵ برابر با ۳۱۷۷۶۴ نفر بوده است.